# Канзас (Алабама)
Канзас (англ. Kansas) — місто (англ. town) в США, в окрузі Вокер штату Алабама. Населення — 180 осіб (2020).

## Географія
Канзас розташований за координатами 33°54′10″ пн. ш. 87°33′24″ зх. д. / 33.90278° пн. ш. 87.55667° зх. д. (33.902808, -87.556598).  За даними Бюро перепису населення США в 2010 році місто мало площу 2,64 км², з яких 2,63 км² — суходіл та 0,01 км² — водойми.

## Демографія
Згідно з переписом 2010 року, у місті мешкало 226 осіб у 100 домогосподарствах у складі 70 родин. Густота населення становила 86 осіб/км².  Було 122 помешкання (46/км²).
Расовий склад населення:
| - 100,0 % — білих |

До двох чи більше рас належало 0,0 %. Частка іспаномовних становила 0,0 % від усіх жителів.
За віковим діапазоном населення розподілялося таким чином: 20,4 % — особи молодші 18 років, 63,2 % — особи у віці 18—64 років, 16,4 % — особи у віці 65 років та старші. Медіана віку мешканця становила 44,6 року. На 100 осіб жіночої статі у місті припадало 94,8 чоловіків;  на 100 жінок у віці від 18 років та старших — 87,5 чоловіків також старших 18 років.
Середній дохід на одне домашнє господарство  становив 40 597 доларів США (медіана — 38 542), а середній дохід на одну сім'ю — 45 338 доларів (медіана — 43 333). Медіана доходів становила 27 250 доларів для чоловіків та 28 750 доларів для жінок. За межею бідності перебувало 25,3 % осіб, у тому числі 33,3 % дітей у віці до 18 років та 19,4 % осіб у віці 65 років та старших.
Цивільне працевлаштоване населення становило 79 осіб. Основні галузі зайнятості: виробництво — 25,3 %, освіта, охорона здоров'я та соціальна допомога — 21,5 %, будівництво — 17,7 %.